# Hoste (Slowakei)
Hoste (bis 1948 slowakisch „Gest“; deutsch Gest, ungarisch Kisgeszt – bis 1907 Geszt) ist eine Gemeinde in der Slowakei. Der Ort liegt zwischen Trnava und Galanta im Donautiefland am Dudváh. Die direkten Nachbarorte sind Majcichov und Abrahám.

## Allgemeines
Der Ort ist hauptsächlich von der Landwirtschaft geprägt. Es gibt eine der Jungfrau Maria geweihte Kirche (ursprünglich Barockstil, heute neogotisch), eine Gastwirtschaft und einen kleinen Einkaufsladen.
Die Gemeinde hat einen Ortsteil, der Mlyn heißt.

## Geschichte

Hoste - Mühle

Der Ort wurde 1231 zum ersten Mal als Gezt erwähnt, als sie aus königlichem Besitz an der Pressburger Burg in die Hände von Šebeš aus dem Adelsgeschlecht der Grafen von Svätý Jur und Pezinok überging. Weitere Besitzer waren die Gesztis (ein Teil, 14. Jahrhundert), Klarissinen von Trnava (ab 1553), Viktoria Folliot de Crenville (viel später), die Esterházys (ab 1805), Herrengut Čeklís-Bernolákovo (ab 1817).
1786 wurden hier Deutsche angesiedelt, diese wanderten aber bald ab oder wurden von den Slowaken assimiliert.
1970 hatte der Ort noch 578 Einwohner, 1980 nur mehr 538 Einwohner.

### Wandel der Namen und Zugehörigkeit
| - im Jahr 1231 erwähnt als Gezt (zugehörig zum Pressburger Stuhlbezirk) - im Jahr 1280 als Guezte - im Jahr 1365 als Gest - im Jahr 1768 als Gest (zugehörig zum Pressburger Komitat) - im Jahr 1850 als Geszth (Kreis Tyrnau) - im Jahr 1921 als Gest (Okres Galanta / Westslowakei) - im Jahr 1939 als Gest (Okres Trnava) - im Jahr 1948 als Hoste (Okres Sered’) - im Jahr 1960 als Hoste (Okres Galanta) - im Jahr 1993 als Hoste (Okres Galanta / Westslowakei) |

## Bevölkerung
| Jahr                | 1994 | 2004    | 2014    | 2024     |
| ------------------- | ---- | ------- | ------- | -------- |
| Anzahl der Personen | 496  | 504     | 486     | 431      |
| Unterschied         |      | +1,61 % | −3,57 % | −11,31 % |

| Jahr                | 2023 | 2024    |
| ------------------- | ---- | ------- |
| Anzahl der Personen | 432  | 431     |
| Unterschied         |      | −0,23 % |